# Heteronychia perplexa
Heteronychia perplexa är en tvåvingeart som beskrevs av Peris, Gonzalez-mora och Mingo 1996. Heteronychia perplexa ingår i släktet Heteronychia och familjen köttflugor.
Artens utbredningsområde är Portugal. Inga underarter finns listade i Catalogue of Life.